# أسكي شهر (بالغلو)
أسکي شهر (بالفارسية: اسکی‌شهر) هي منطقة سكنية تقع في إيران في قسم بالغلو الريفي. يقدر عدد سكانها بـ 70 نسمة.